# Grottoes
Grottoes is een plaats (town) in de Amerikaanse staat Virginia, en valt bestuurlijk gezien onder Augusta County en Rockingham County.

## Demografie
Bij de volkstelling in 2000 werd het aantal inwoners vastgesteld op 2114.
In 2006 is het aantal inwoners door het United States Census Bureau geschat op 2177, een stijging van 63 (3,0%).

## Geografie
Volgens het United States Census Bureau beslaat de plaats een oppervlakte van
3,4 km², geheel bestaande uit land. Grottoes ligt op ongeveer 368 m boven zeeniveau.

## Plaatsen in de nabije omgeving
De onderstaande figuur toont nabijgelegen plaatsen in een straal van 20 km rond Grottoes.

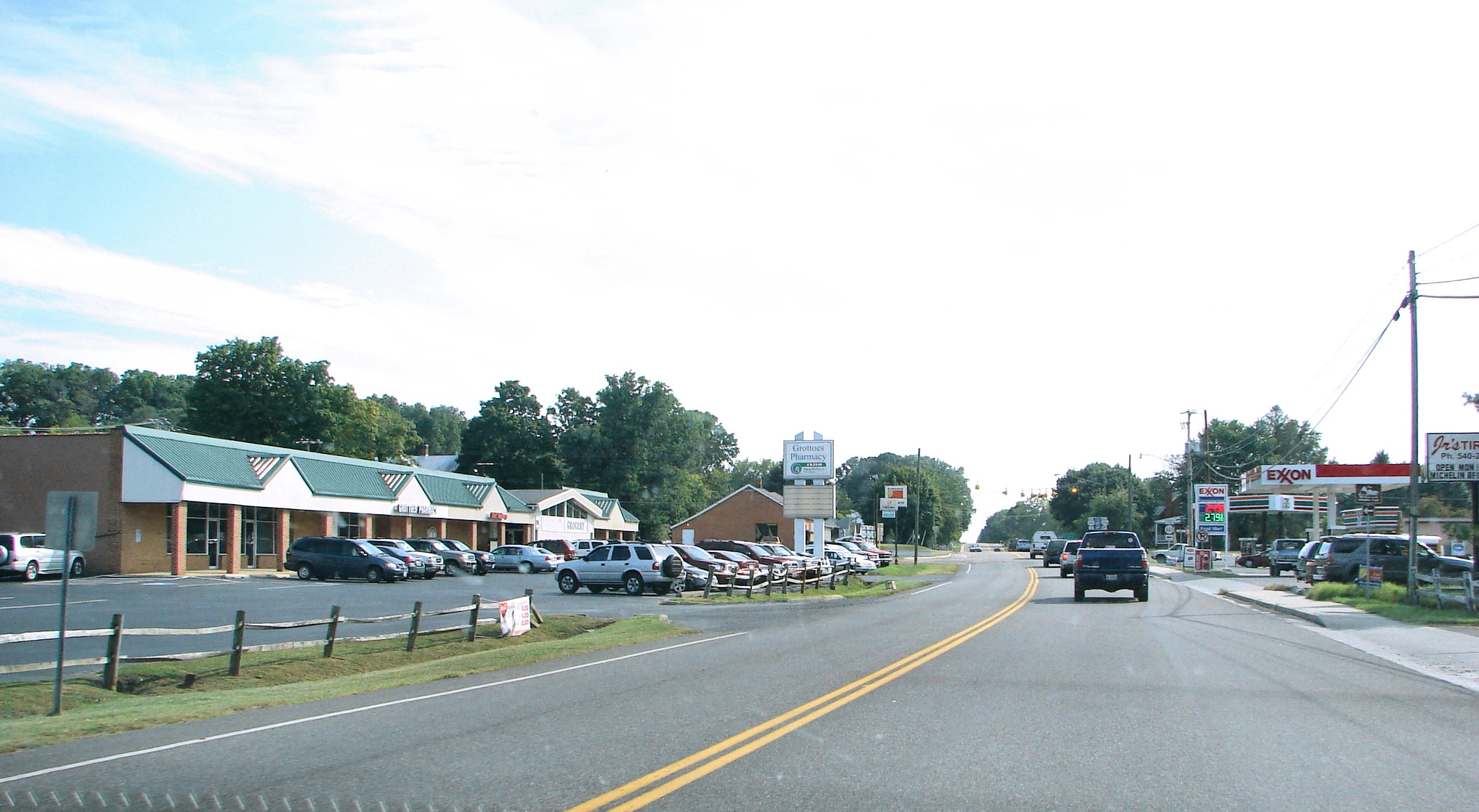
US Route 340 in Grottoes